# Квінт Фабій Максим Сервіліан
Квінт Фабій Максим Сервіліан (лат. Quintus Fabius Maximus Servillianum; 185 до н. е. — після 140 до н. е.) політичний та військовий діяч Римської республіки, правник та історик, консул 142 року до н. е.

## Життєпис
Походив з патриціанських родів Сервілієв та через всиновлення до Фабієв. Син Гнея Сервілія Цепіона, консула 169 року до н. е. Усиновлений Квінтом Фабієм Максимом, претором 181 року до н. е. Отримав у 150 році до н. е. сувору догану від консулів Тіта Квінкція Фламініна та Манія Ацилія Бальба за розголошення Публію Ліцинію Крассу таємного рішення сенату про початок війни з Карфагеном. Квінт вважав, що Красс вже став членом сенату, тому й надав йому інформацію.
У 145 році до н. е. став претором, а у 142 році до н. е. його обрано консулом разом з Луцієм Цецилієм Кальвом. Як проконсула Сервіліана було спрямовано до Іспанії у 141 році до н. е. Тут він вів війну з Віріатом — спочатку завдав йому низку поразок, відвоював Бетурію, захопив значну частину Лузітанії. Але у 140 році до н. е. Віріат завдав значної поразки Сервілану при Ерісані й узяв в облогу його в скелястій місцевості. Внаслідок цього Сервіліан вимушений був укласти мир, згідно з яким Віріата було визнано володарем усієї Лузітанії. По поверненню увійшов до колегії понтифіків.

## Творчість
Сервіліан написав працю із сакрального права, яка складалася з 12 книг.
Також він написав «Аннали» щодо історії Риму. Дотепер з цієї праці збереглося лише 2 фрагменти.

## Родина
- Квінт Фабій Максим Ебурн, консул 116 року до н. е.